# Draperie parietală
Draperiile parietale sunt depunerile de calcit ce îmbracă pereții golurilor subterane, uneori într-o mare bogăție de forme. Termenul de „draperie", dat inițial acestor speleoteme, a fost folosit în mod greșit definind valurile, care atârnă libere din tavan, deși o draperie, în sens menajer, nu atârna niciodată liberă, ci este lipită de un perete. Pentru adevaratele draperii, cele parietale, se mai folosesc și termenii de scurgere parietală sau de cascadă, primul putând fi aplicat și la forme simple, individuale, cel de-al doilea la formațiuni extrem de bogate.